# Melpomene pseudonutans
Melpomene pseudonutans är en stensöteväxtart som först beskrevs av Christ och Rosenst., och fick sitt nu gällande namn av Alan Reid Smith och R. C. Moran. Melpomene pseudonutans ingår i släktet Melpomene och familjen Polypodiaceae. Inga underarter finns listade.